# Memoriał Janusza Kusocińskiego 1976
22. Memoriał Janusza Kusocińskiego i 2. Grand Prix Brdy – zawody lekkoatletyczne, które odbyły się na stadionie WKS Zawisza w Bydgoszczy 22 czerwca 1976. Trzy dni po imprezie bydgoski obiekt gościł mistrzostwa Polski seniorów.

## Rezultaty

### Mężczyźni
| Konkurencja:                  | 1. miejsce                                                                               | Rezultat    | 2. miejsce                                                                   | Rezultat | 3. miejsce                                                                                | Rezultat |
| Bieg na 100 m                 | Zenon Licznerski                                                                         | 10,42       | Steve Green                                                                  | 10,59    | José Triana                                                                               | 10,63    |
| Bieg na 200 m                 | Jan Werner                                                                               | 21,05       | Henryk Galant                                                                | 21,33    | Krzysztof Kołodziej                                                                       | 21,40    |
| Bieg na 400 m                 | Jerzy Pietrzyk                                                                           | 45,98       | Jerzy Włodarczyk                                                             | 47,31    | Andrzej Stępień                                                                           | 47,31    |
| Bieg na 800 m                 | Marian Gęsicki                                                                           | 1:46,2      | Feliks Wawrzon                                                               | 1:48,2   | Andrzej Kupczyk                                                                           | 1:49,5   |
| Bieg na 1500 m                | Anatolij Mamontow                                                                        | 3:38,2      | Henryk Wasilewski                                                            | 3:40,6   | Ján Šišovský                                                                              | 3:40,9   |
| Bieg na 3000 m                | Henryk Szordykowski                                                                      | 7:50,2      | Jörg Peter                                                                   | 7:50,4   | Jerzy Kowol                                                                               | 7:51,6   |
| Bieg na 110 m przez płotki    | Mirosław Wodzyński                                                                       | 13,82       | Jan Pusty                                                                    | 13,83    | Leszek Wodzyński                                                                          | 14,01    |
| Bieg na 400 m przez płotki    | Jerzy Hewelt                                                                             | 50,44       | Volker Beck                                                                  | 50,54    | Peter Haas                                                                                | 51,16    |
| Bieg na 3000 m z przeszkodami | Władimir Lisowski                                                                        | 8:22,8      | Leopold Tomaszewicz                                                          | 8:25,4   | Vasile Bichea                                                                             | 8:26,0   |
| Sztafeta 4 × 100 m            | Polska I · Andrzej Świerczyński · Marian Woronin · Bogdan Grzejszczak · Zenon Licznerski | 39,06       | Polska II · Marek Bedyński · Jan Alończyk · Jerzy Wieczorek · Tadeusz Tyszka | 40,11    | Polska III · Mirosław Podkomorzy · Jerzy Ługowski · Kazimierz Grubecki · Maciej Kuczyński | 41,62    |
| Skok wzwyż                    | Jacek Wszoła                                                                             | 2,25 NR     | Leszek Kałek                                                                 | 2,17     | Janusz Rybczyński                                                                         | 2,17     |
| Skok o tyczce                 | Władysław Kozakiewicz                                                                    | 5,50        | Antti Kalliomäki                                                             | 5,30     | Brian Hooper                                                                              | 5,20     |
| Skok w dal                    | Grzegorz Cybulski                                                                        | 8,09        | Stanisław Jaskułka                                                           | 7,97     | Hans Baumgartner                                                                          | 7,89     |
| Trójskok                      | Eugeniusz Biskupski                                                                      | 16,73 =PB   | Ryszard Garnys                                                               | 16,39    | Michał Joachimowski                                                                       | 16,38    |
| Pchnięcie kulą                | Mieczysław Kropelnicki                                                                   | 19,09       | Mieczysław Bręczewski                                                        | 18,01    | Michał Gruszczyński                                                                       | 17,86    |
| Rzut dyskiem                  | Stanisław Wołodko                                                                        | 64,30       | Leszek Gajdziński                                                            | 59,64    | Olgierd Kurawicz                                                                          | 58,94    |
| Rzut młotem                   | Szymon Jagliński                                                                         | 71,22       | Stanisław Lubiejewski                                                        | 70,34    | Reinhard Theimer                                                                          | 70,14    |
| Rzut oszczepem                | Piotr Bielczyk                                                                           | 90,78 NR PB | Jacek Damszel                                                                | 78,65    | Bernard Werner                                                                            | 77,12    |

### Kobiety
| Konkurencja:               | 1. miejsce                                                                     | Rezultat | 2. miejsce                                                                        | Rezultat | 3. miejsce                                                                      | Rezultat |
| Bieg na 100 m              | Irena Szewińska                                                                | 11,22    | Sonia Lannaman                                                                    | 11,23    | Annegret Richter                                                                | 11,25    |
| Bieg na 400 m              | Irena Szewińska                                                                | WR\|     | Donna Murray                                                                      | 51,59    | Jutta Mörig                                                                     | 51,94    |
| Bieg na 1500 m             | Bronisława Ludwichowska                                                        | 4:15,6   | Renata Pentlinowska                                                               | 4:21,5   | Monika Gejsler                                                                  | 4:25,3   |
| Bieg na 100 m przez płotki | Grażyna Rabsztyn                                                               | 12,69    | Sharon Colyear                                                                    | 13,21    | Bożena Nowakowska                                                               | 13,39    |
| Sztafeta 4 × 100 m         | Polska I · Ewa Długołęcka · Helena Fliśnik · Barbara Bakulin · Irena Szewińska | 43,65    | Wielka Brytania · Helen Golden · Denise Ramsden · Sharon Colyear · Sonia Lannaman | 43,72    | Polska II · Aniela Szubert · Danuta Jędrejek · Małgorzata Bogucka · Zofia Filip | 44,56    |
| Skok wzwyż                 | Susanne Sundqvist                                                              | 1,86     | Andrea Mátay                                                                      | 1,83     | Edit Sámuel                                                                     | 1,80     |
| Skok w dal                 | Maria Długosielska                                                             | 6,40     | Krystyna Pulczyńska                                                               | 6,15     | Elżbieta Klimaszewska                                                           | 6,11     |
| Pchnięcie kulą             | Birgit Haarnagel                                                               | 19,29    | Ludwika Chewińska                                                                 | 19,18    | Beata Habrzyk                                                                   | 16,50    |
| Rzut dyskiem               | Danuta Rosani                                                                  | 62,60    | Wasiłka Stoewa                                                                    | 58,78    | Krystyna Nadolna                                                                | 57,16    |
| Rzut oszczepem             | Ewa Gryziecka                                                                  | 58,20    | Ameli Koloska                                                                     | 55,98    | Daniela Jaworska                                                                | 55,50    |